# Праведники народов мира в Болгарии

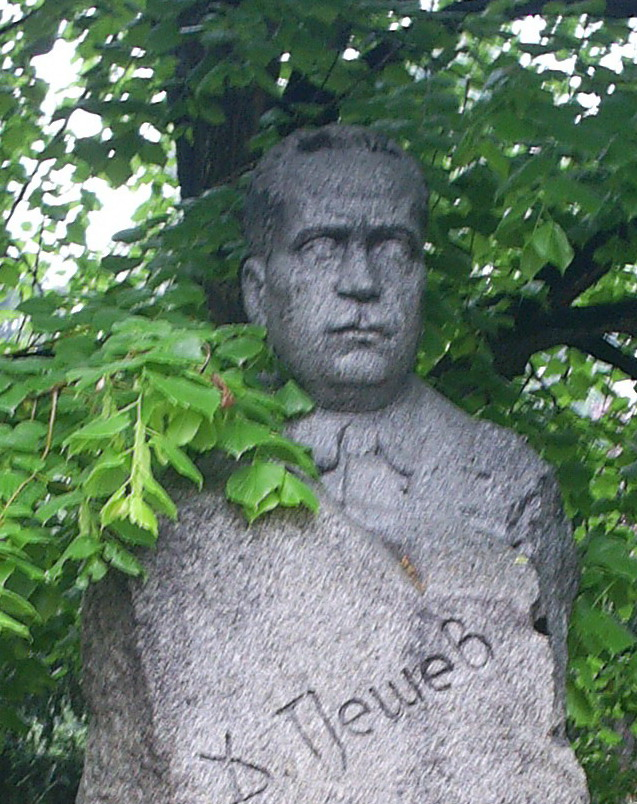
Памятник Димитру Пешеву — депутату парламента и праведнику мира

Праведники мира в Болгарии — болгары, спасавшие евреев в период Холокоста, которым присвоено почётное звание «Праведник народов мира» израильским Институтом Катастрофы и героизма «Яд ва-Шем».
Такие звания присвоены 20 жителям Болгарии.
Среди них них наиболее известны депутат болгарского парламента Димитр Пешев и епископ Болгарской православной церкви Стефан Шоков.

## Список
| Имя                              | Номер  | Год присвоения звания | Информация о подвиге |
| -------------------------------- | ------ | --------------------- | --- |
| Надежда Василева                 | 9494   | 2001                  | [ 3 ] |
| Анна Георгиева (Попстефанова)    | 2551   | 1983                  | [ 4 ] |
| Павел Герджиков                  | 1739   | 1980                  | Болгарский врач, спасал евреев в Софии |
| Спиро Денков                     | 577    | 1971                  | [ 6 ] |
| Рубин Димитров                   | 12     | 1963                  | Активный участник спасения болгарских евреев от депортации |
| Василий Иванов                   | 11084  | 2007                  | Жил в Одессе и был женат на еврейке. Во время войны спасал не только жену, но и её родственников от геноцида со стороны румынских оккупантов.                                                 |
| Младен Иванов                    | 4810   | 1991                  | |
| Вера Ичкова                      | 3605   | 1987                  | |
| Димо Казасов                     | 58     | 1966                  | |
| Кирилл (Константин Марков)       | 9375.1 | 2001                  | |
| Атанас Костов                    | 9644   | 2002                  | |
| Владимир Куртев                  | 10917  | 2010                  | |
| Михаил Михайлов                  | 609    | 1971                  | |
| Петр Михалев                     | 766    | 1973                  | |
| Иван Момчилов                    | 4977   | 1991                  | |
| Димитр Пешев                     | 765    | 1973                  | Организовал публичный протест в парламенте против депортации евреев |
| Анна Сырчеджиева                 | 2552   | 1983                  | |
| Асен Суичмезов                   | 767    | 1973                  | |
| Стефан (Стоян Попгеоргиев Шоков) | 9375   | 2001                  | В апреле 1943 года, после решения царя о высылке евреев из Софии в провинцию написал царю Борису III письмо, угрожая ему отлучением от церкви в случае продолжения преследования евреев.      |
| Станка Стойчева                  | 10346  | 2004                  | Спрятала беременную еврейку Лию Фарчи, приняла у неё роды в собственном доме и таким образом спасла мать и ребёнка Меди. Оба оставались в доме Станки до прекращения опасности преследования. |